# Ribes (genre)
Groseillers, Cassissiers
Pour les articles homonymes, voir Ribes.
Genre
Classification APG III (2009)
Ribes est un genre d'arbustes (les groseilliers et les cassissiers) de la famille des Grossulariacées, dont plusieurs espèces sont cultivées pour leurs fruits diversement colorés (groseilles et cassis) ou comme plantes ornementales. Ils sont originaires des régions tempérées de l'hémisphère nord et de la Cordillère des Andes.
Lorsqu'il ne porte pas encore de fruits, un groseillier (rouge) est reconnaissable d'un cassissier par l'absence d'odeur produite par ses feuilles au froissement entre les doigts.
La casseille résulte de l'hybridation entre le Cassissier d'Europe (Ribes nigrum) et le Groseillier à maquereau (Ribes uva-crispa).

## Culture
Les groseilliers se multiplient facilement par bouturage, marcottage ou semis. Les boutures ou marcottes fructifient en 2 à 3 ans alors que les semis nécessitent 4 à 5 ans.

## Ravageurs
Des pucerons jaune-orangé Cryptomyzus ribis vivant au revers du limbe peuvent provoquer des boursouflures vertes ou rouges sur les feuilles.
Les papillons de nuit (hétérocères) suivants se nourrissent de groseilliers :
- Cidarie du prunier, Eulithis prunata (Geometridae),
- Cidarie marbrée, Eulithis mellinata (Geometridae),
- Citronnelle rouillée Opisthograptis luteolata (Geometridae),
- Damas cendré Macaria wauaria (Geometridae),
- Eupithécie du groseillier Eupithecia assimilata (Geometridae),
- Sésie du groseillier Synanthedon tipuliformis (Sesiidae),
- Zérène du groseillier Abraxas grossulariata (Geometridae).

## Principales espèces

### Détermination (Europe)
Il existe des espèces sauvages et d'autres cultivées dont certaines se répandent comme subspontanées. La présence d'épines identifie le Groseillier épineux Ribes uva-crispa L., sauvage, qui porte des fruits de 1 cm maximum à poils raides et le Groseillier à maquereau et ses cultivars, dont les baies de 1 à 4 cm peuvent être glabres ou entourées de poils mous.
Les espèces sans épines se distinguent par le parfum des feuilles: Groseillier noir (Cassis), un pétiole court plus petit que la moitié de la longueur du limbe de la feuille: Groseillier des Alpes R. alpinum L., il se remarque aussi par ses baies rouges en grappes dressées; La forme et la taille des feuilles différencie le Groseillier rouge avec ses feuilles en forme de cœur de 6 à 7 cm et le Groseillier des Rochers R. petraeum Wulf. dont les feuilles en cœur tronqué ont plus de 7 cm.

### Cassissiers
- Ribes americanum Mill. - Cassissier américain
- Ribes bracteosum Dougl. Cassissier de Californie
- Ribes ×cuverwelli Macfarl. (Ribes nigrum × Ribes uva-crispa)
- Ribes fragrans Pall.
- Ribes × fuscencens Jancz.
- Ribes hudsonianum Richards
- Ribes nigrum L. - Cassissier d'Europe
- Ribes ussuriensise Jancz.
- Ribes 'Josta' (Ribes nigrum tétraploïde × Ribes uva-crispa) × (Ribes nigrum tétraploïde × Ribes divaricatum)
- Ribes 'Kroma' (Ribes nigrum tétraploïde × Ribes niveum)

### Groseilliers à grappes

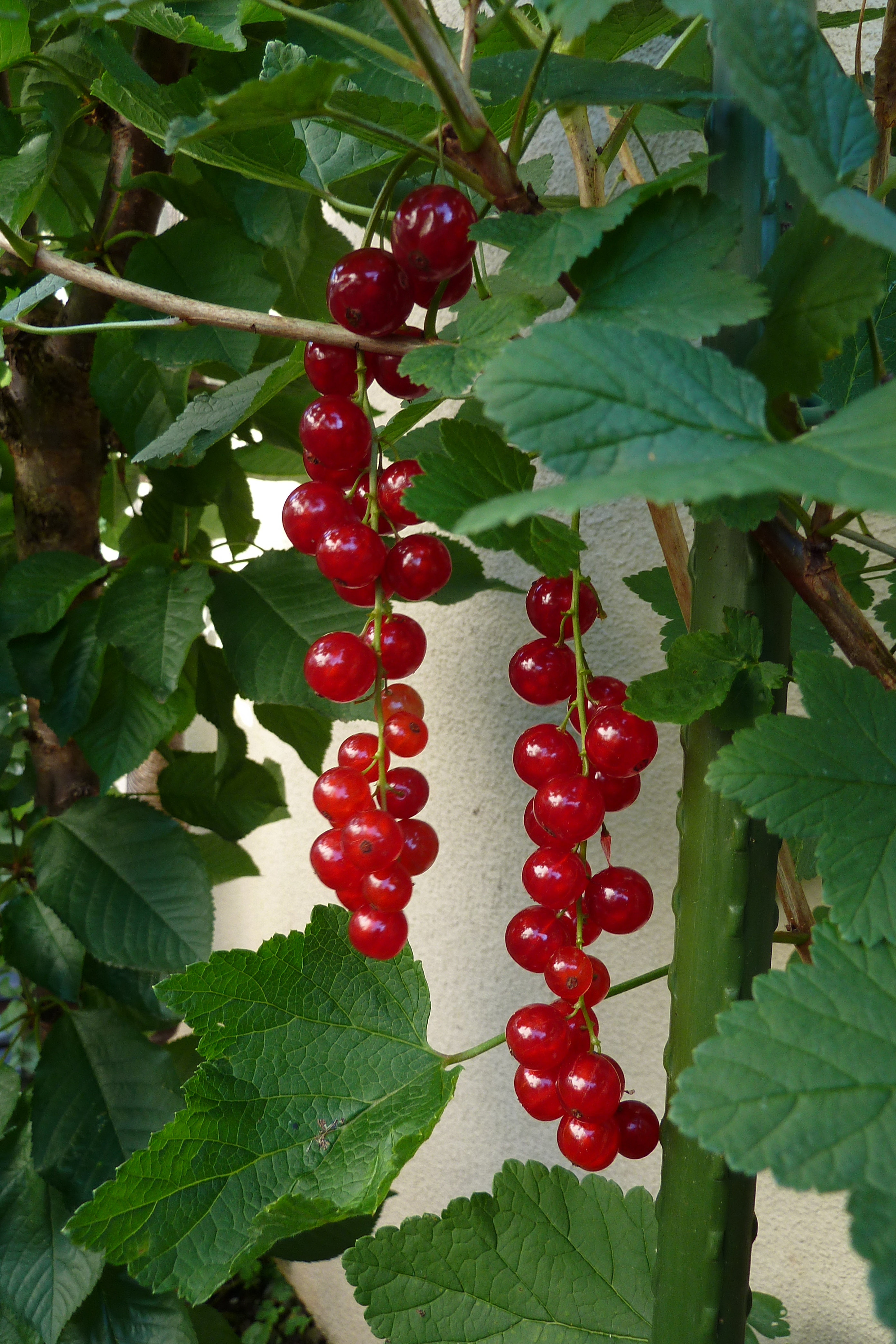
Groseillier rouge avec baies en grappes.

Parfois aussi appelés "gadelle", guedelle ou guédelle, et toujours "raisinets" en Suisse romande.
- Ribes emodense Rehd.
- Ribes glandulosum Weber, baie rouge velue
- Ribes × holosericeum Otto & Dietr. Ribes petraeum caucasicum ×
- Ribes × koehneanum Jancz.
- Ribes × houghtonanianum
- Ribes multiflorum Kit.
- Ribes petraeum Wulf.
- Ribes rubrum - Groseillier à grappes
- Ribes spicatum Groseillier en épi
- Ribes triste Pall. - Gadelier rouge sauvage
- Ribes warszewiczii Jancz.

### Groseilliers à maquereau
Ces groseilles doivent leur nom au fait que leur jus peut servir d'assaisonnement aux maquereaux. Il peut également aciduler les sauces. Ils ressemblent aux groseilliers classiques avec des feuilles un peu plus grandes.
La véritable différence se fait au niveau des fruits, qui ne sont pas en grappes mais individuels, ovales et bien plus gros. De la taille d'une cerise à eau de vie, la groseille à maquereau garde le goût caractéristique acidulé des groseilles en grappes.
Dans le patois du Nord de la France, certains l'appellent "gratte-poux" ou encore "croque-poux" .
- Ribes aciculare Sm.
- Ribes alpestre Decne.
- Ribes burejense F.Schmidt
- Ribes cynosbati L. - Groseiller des chiens
- Ribes divaricatum Dougl.
- Ribes grossularoides Maxim.
- Ribes hirtellum Micsh.
- Ribes inerme Rydb.
- Ribes lacustre (Pers.) Poir.
- Ribes missouriense Nutt.
- Ribes oxayacanthoides L.
- Ribes pinetorum Greene
- Ribes × rusticum Jancz. (probablement Ribes hirtelum × Ribes uva-crispa)
- Ribes setosum Lindl.
- Ribes stenocarpum Maxim.
- Ribes × succirubrum Zab. (Ribes divaricatum × Ribes niveum)
- Ribes uva-crispa L. - Groseillier à maquereau
- 'Worcesterberry' (probablement Ribes uva-crispa × Ribes × succirubrum)
- Ribes horridum Rubr.
- Ribes komarovii Pojark.
- Ribes mandshuricum var villosum
- Ribes maximowiczianum Komar.

## Liste des espèces
- Ribes acerifolium T.J. Howell
- Ribes alpinum L.
- Ribes amarum McClatchie
- Ribes americanum Mill.
- Ribes aureum Pursh
- Ribes binominatum Heller
- Ribes bracteosum Dougl. ex Hook.
- Ribes californicum Hook. et Arn.
- Ribes canthariforme Wiggins
- Ribes cereum Dougl.
- Ribes cruentum Greene
- Ribes curvatum Small
- Ribes cynosbati L.
- Ribes diacanthum Pallas
- Ribes divaricatum Dougl.
- Ribes echinellum (Coville) Rehd.

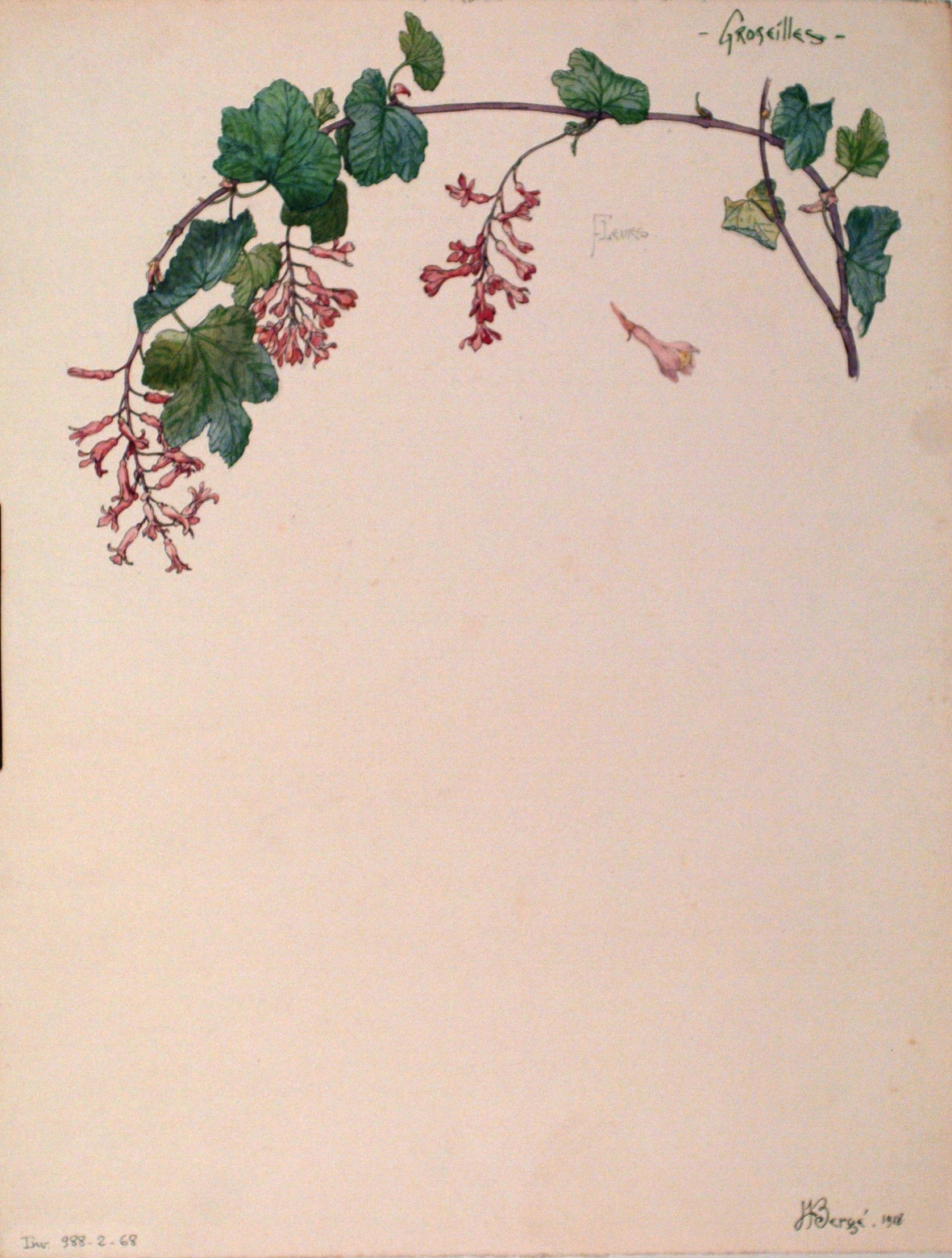
Groseillier à fleurs (Ribes sanguinem), 1918, Henri Bergé, Musée de l'École de Nancy

- Ribes erythrocarpum Coville et Leib.
- Ribes ×gardonianum Lem.
- Ribes glandulosum Grauer
- Ribes goodingii M. E. Peck
- Ribes grossularia L.
- Ribes hirtellum Michx.
- Ribes hudsonianum Richards.
- Ribes indecorum Eastw.
- Ribes inerme Rydb.
- Ribes komarovii Pojark.
- Ribes lacustre (Pers.) Poir.
- Ribes lasianthum Greene
- Ribes laxiflorum Pursh
- Ribes leptanthum Gray
- Ribes laurifolium Jancz.
- Ribes lobbii Gray
- Ribes malvaceum Sm.
- Ribes marshallii Greene
- Ribes menziesii Pursh
- Ribes mescalerium Coville
- Ribes missouriense Nutt.
- Ribes montigenum McClatchie
- Ribes multiflorum Kit. ex Roemer et Schultes
- Ribes nevadense Kellogg
- Ribes nigrum L. - Cassissier d'Europe
- Ribes niveum Lindl.
- Ribes orientale Desf.
- Ribes oxyacanthoides L.
- Ribes petraeum Wulf.
- Ribes pinetorum Greene
- Ribes quercetorum Greene
- Ribes roezlii Regel
- Ribes rotundifolium Michx.
- Ribes rubrum L. - Groseillier à grappes
- Ribes sachalinense (F.Schmidt) Nakai - Groseillier de Sakhaline
- Ribes sanguineum Pursh - Groseillier à fleurs
- Ribes sericeum Eastw.
- Ribes speciosum Pursh - Groseillier à fleur de fuchsia ou fuchsia de Californie
- Ribes spicatum Robson
- Ribes thacherianum (Jepson) Munz
- Ribes thatcherianum Munz
- Ribes triste Pallas - Gadelier rouge sauvage
- Ribes tularense (Coville) Fedde
- Ribes uva-crispa L. -Groseillier épineux[1] et Groseillier à maquereau
- Ribes velutinum Greene
- Ribes viburnifolium Gray
- Ribes victoris Greene
- Ribes viscosissimum Pursh
- Ribes watsonianum Koehne
- Ribes wolfii Rothrock